# Tomojuki Hirase
Tomojuki Hirase (japonsko 平瀬 智行), japonski nogometaš, * 23. maj 1977.
Za japonsko reprezentanco je odigral dve uradni tekmi.